# BK Nová Paka
BK Nová Paka (celým názvem: Bruslařský klub Nová Paka) je český sportovní klub, který sídlí ve městě Nová Paka v Královéhradeckém kraji. Založen byl v roce 1934. Od sezóny 2019/20 do sezóny 2021/22 působil ve 2. lize, třetí české nejvyšší soutěži ledního hokeje. Své domácí zápasy odehrává na zimním stadionu Nová Paka s kapacitou 1 200 diváků. Klubové barvy jsou světle modrá, bílá a červená
Mimo oddíl ledního hokeje má sportovní klub i jiné oddíly, mj. oddíl krasobruslení.

## Historické názvy
- TJ BK Nová Paka (Tělovýchovná jednota BK Nová Paka)
- 2016 – BK Nová Paka (Bruslařský klub Nová Paka)

## Přehled ligové účasti
Stručný přehled
Zdroj:
- 2003–2005: Královéhradecká a Pardubická krajská liga – sk. A (4. ligová úroveň v České republice)
- 2005–2006: Královéhradecký a Pardubický krajský přebor (5. ligová úroveň v České republice)
- 2006–2008: Královéhradecký krajský přebor (5. ligová úroveň v České republice)
- 2008–2019: Královéhradecká krajská liga (4. ligová úroveň v České republice)
- 2019–2024: Královéhradecká krajská liga (4. ligová úroveň v České republice)
- 2024 : Oblastní liga – Ústí nad Orlicí (–. ligová úroveň v České republice)

Jednotlivé ročníky
Zdroj:
Legenda: ZČ - základní část, červené podbarvení - sestup, zelené podbarvení - postup, fialové podbarvení - reorganizace, změna skupiny či soutěže
| Česko (2003 – ) |                                                    |           |           |                                                   |                          |
| Sezóny          | Soutěž                                             | Úroveň    | ZČ        | Play-off, nadstavba, sk. o udržení...             | Poznámky                 |
| 2003/04         | Královéhradecká a Pardubická krajská liga – sk. A  | 4. úroveň | 7. místo  | Skupina o umístění (12. místo)                    |                          |
| 2004/05         | Královéhradecká a Pardubická krajská liga – sk. A  | 4. úroveň | 7. místo  | Skupina o umístění (12. místo)                    | Reorganizace             |
| 2005/06         | Královéhradecký a Pardubický krajský přebor        | 5. úroveň | ?. místo  |                                                   | Reorganizace             |
| 2006/07         | Královéhradecký krajský přebor                     | 5. úroveň | 2. místo  | Zápas o 3. místo (výhra)                          |                          |
| 2007/08         | Královéhradecký krajský přebor                     | 5. úroveň | 2. místo  | Finálová skupina (2. místo)                       | Reorganizace             |
| 2008/09         | Královéhradecká krajská liga                       | 4. úroveň | 6. místo  | Skupina o udržení (1. místo)                      |                          |
| 2009/10         | Královéhradecká krajská liga                       | 4. úroveň | 4. místo  | Zápas o 5. místo (výhra)                          |                          |
| 2010/11         | Královéhradecká krajská liga                       | 4. úroveň | 5. místo  | Zápas o 3. místo (výhra)                          |                          |
| 2011/12         | Královéhradecká krajská liga                       | 4. úroveň | 10. místo | Skupina o udržení (4. místo)                      |                          |
| 2012/13         | Královéhradecká krajská liga                       | 4. úroveň | 8. místo  | Zápas o 5. místo (prohra)                         |                          |
| 2013/14         | Královéhradecká krajská liga                       | 4. úroveň | 6. místo  | Zápas o 3. místo (prohra)                         |                          |
| 2014/15         | Královéhradecká krajská liga                       | 4. úroveň | 7. místo  |                                                   | Baráž                    |
| 2015/16         | Královéhradecká krajská liga                       | 4. úroveň | 5. místo  | Zápas o 3. místo (prohra)                         |                          |
| 2016/17         | Královéhradecká krajská liga                       | 4. úroveň | 7. místo  |                                                   | Baráž                    |
| 2017/18         | Královéhradecká krajská liga                       | 4. úroveň | 7. místo  |                                                   | Baráž                    |
| 2018/19         | Královéhradecká krajská liga                       | 4. úroveň | 1. místo  | Finále                                            | Kvalifikace o 2. ligu    |
| 2019/20         | 2. liga – sk. Sever                                | 3. úroveň | 8. místo  | Ne                                                |                          |
| 2020/21         | 2. liga – sk. Sever                                | 3. úroveň | neurčeno  |                                                   | Zrušeno                  |
| 2021/22         | 2. liga – sk. Sever                                | 3. úroveň | 6. místo  | Ne                                                | Prodej licence do Řisuty |
| 2022/23         | Královéhradecká a Pardubická krajská liga – sk. HK | 4. úroveň | 1. místo  | Nadstavba sk. A (7. místo), play-off (Osmifinále) | Reorganizace             |
| 2023/24         | Královéhradecká a Pardubická krajská liga          | 4. úroveň | 5. místo  | Semifinále                                        |                          |
| 2024/25         | Královéhradecká a Pardubická krajská liga          | 4. úroveň |           |                                                   | Odstoupení ze soutěže    |
| 2024/25         | Oblastní liga Ústí nad Orlicí                      | –. úroveň |           |                                                   |                          |